# Lèmur ratolí
Els lèmurs ratolí (Microcebus) són un gènere de lèmurs nocturns. Com tots els lèmurs, els lèmurs ratolí són endèmics de Madagascar.
Tenen una llargada total de 27 cm, incloent-hi la cua. Són els primats més petits (l'espècie més petita és el lèmur ratolí de Berthe). Tanmateix, el seu pes varia segons la durada del dia.
Els lèmurs ratolí són omnívors: tenen una dieta diversa que inclou secrecions dels insectes, artròpodes, petits vertebrats, cautxú, fruits, flors, nèctar i també fulles i brots, segons l'estació.